# Dibrometo de 3-Carboxmetilo
Dibrometo de 3-Carboxmetilo é um agente químico sintético de formulação C38H44Br2N4O6. É um agente químico extremamente tóxico. É um inibidor da Acetilcolinesterase.   